# Warhammer 40,000: Ересь Хоруса
Ересь Хо́руса (англ. Horus Heresy) — коллекционная карточная игра, созданная студией Sabertooth Games во вселенной Warhammer 40,000. Данная карточная игра создана с целью воссоздать противостояние сил армии Лоялистов (войска под командованием Императора Человечества) и сил, находящихся под командованием изменника Воителя Хоруса, во время событий, вошедших в историю под названием Ересь Хоруса.

## Виды карт
В игре Ересь Хоруса различают четыре типа карт:
- Отряды (Units) — Отряды это пехотные подразделения (солдаты, бойцы, и т. д.) и различный транспорт и боевые машины, которые являются участниками сражений с целью получить контроль над сектором(ами). Большая часть карт в колоде именно этого типа.

- Ресурсы (Assets) — Ресурсы представляют различные нематериальные ценности, влияющие на ход сражения. Например, это может быть усиление морального духа от присутствия лидера, или стратегическое преимущество от наличия командного поста на ключевой высоте.

- Корабли (Ships) — Корабли, находящиеся на орбите высоко над поверхностью планеты, символизируют крейсеры или транспортники, которые могут прямым или косвенным образом влиять на исход сражения на земле.

- Секторы (Sectors) — Секторы это ключевые области планеты, за контроль над которыми и происходит сражение. Они несут информацию о количестве войск, необходимых для захвата данного сектора, и о различных модификаторах и эффектах территории. Эти карты не являются частью колоды, а используются только для определения области сражения перед началом матча.

Все карты, за исключением Секторов, считаются принадлежащими либо к одной из двух фракций, либо нейтральными. Карты Лоялистов содержат изображение Императорского Орла, карты Изменников — изображение Глаза Хоруса, нейтральные карты — изображение весов.
В одной колоде не могут одновременно находиться карты Лоялистов и Изменников, по той причине, что одна колода представляет одну сторону конфликта. Нейтральные карты, представляющие Войска, Корабли или Активы, возможны к использованию любой стороной.

## Редкость карт
Как и в большинстве других игр, выпущенных компанией Sabertooth Games, каждая карта содержит информацию о редкости отдельно взятой карты. Эта информация напечатана на самой карте и призвана помочь игрокам (коллекционерам) определить редкость карт в их коллекции. Редкость можно определить, посмотрев на нижнюю часть карты. Там расположено некоторое количество маленьких точек, значения которых можно определить исходя из нижеприведенной таблицы.
| •    | Обычные       |
| ••   | Необычные     |
| •••  | Редкие        |
| •••• | Крайне редкие |

Когда игра была выпущена впервые, были доступны два стартовых набора — один за Лоялистов, другой за Изменников. Каждый набор содержал 3 карты Сектора, тематическую колоду из 42 фиксированных карт, а также 18 дополнительных случайных карт (включая 3 редких), которые теоретически могли пригодится для улучшения колоды. Также в продаже можно было найти бустеры из 9 карт (8 обычных и необычных и 1 редкая). Бустеры из последующих изданий содержали карты в таком же распределении (8 обычных и необычных и 1 редкая).

## Совместимость
Карты из предыдущей версии Warhammer 40,000 Collectible Card Game частично совместимы с игрой Warhammer 40,000 Horus Heresy, правда некоторые правила должны быть изменены (для корректной совместимости с новой игровой механикой).

## Продукты в серии Ересь Хоруса
| Название                      | Сокращенное название | Количество карт в наборе | Количество карт в собранном сете | Русское название (примерное)              |
| ----------------------------- | -------------------- | ------------------------ | -------------------------------- | ----------------------------------------- |
| Horus Heresy Loyalist Starter | HH                   | 63                       | -                                | Ересь Хоруса: Лоялисты — стартовый набор  |
| Horus Heresy Traitor Starter  | HH                   | 63                       | -                                | Ересь Хоруса: Изменники — стартовый набор |
| Horus Heresy Booster          | HH                   | 9                        | 152                              | Ересь Хоруса — бустер                     |
| Sedition’s Gate Booster       | SG                   | 9                        | 120                              | Врата мятежников — бустер                 |
| Traitor’s Gambit Booster      | TG                   | 9                        | 120                              | Гамбит Изменников — бустер                |
| Daemon’s Fire Booster         | DF                   | 9                        | 80                               | Демонический огонь — бустер               |
| Drop Site Massacre Booster    | DM                   | 9                        | 80                               | Резня на точке выброски — бустер          |
| Siege of Terra Booster        | ST                   | 9                        | 80                               | Осада Великой Терры — бустер              |

- Бустер — набор из небольшого количества случайных карт, упакованный в непрозрачный пакет. Используется для дополнения основной колоды.

| Название                     | Сокращенное название | Тип               | Количество карт         | Русское название (примерное) |
| ---------------------------- | -------------------- | ----------------- | ----------------------- | ---------------------------- |
| Hands of the Emperor         | HE                   | Binder with cards | 9 (each 4x)             | «Руки» Императора            |
| The Battle for Prospero      | BP                   | Боевой набор      | 29 (in 2 60-card-decks) | Битва за Просперо            |
| Blades of the Traitor        | BT                   | Binder with cards | 9 (each 4x)             | Клинки Изменника             |
| Battle for the Golden Throne | GT                   | Боевой набор      | 30 (in 2 60-card-decks) | Битва за Золотой Трон        |
| Promo Cards                  | R                    | —                 | 52                      | Промокарты                   |